# Cryptopygus exilis
Cryptopygus exilis är en urinsektsart som först beskrevs av Hermann Gisin 1960.  Cryptopygus exilis ingår i släktet Cryptopygus och familjen Isotomidae. Arten är reproducerande i Sverige. Inga underarter finns listade i Catalogue of Life.